# Nathalie Dubois
Pour les articles homonymes, voir Dubois.
Nathalie Dubois , née le 1er janvier 1969, est une joueuse française de water-polo.

## Carrière
Avec l'équipe de France féminine de water-polo de 1987 à 1991, en tant que gardienne, avec laquelle elle compte 86 sélections, Nathalie Dubois est médaillée de bronze aux Championnats d'Europe 1989.
En club, elle a évolué aux Dauphins de Créteil.